# Alfred Dohm
Alfred Dohm (* 11. Mai 1922 in Schiffweiler; † 30. Juni 1982 in Homburg) war ein saarländischer Politiker (SPS/CDU) und Journalist.

## Leben
Nach der Volksschule besuchte Dohm ein humanistisches Gymnasium in St. Wendel. Er verließ die Schule bereits nach der Mittleren Reife, um sich als Freiwilliger zum Wehrdienst zu melden. Seine Grundausbildung absolvierte er im Fliegerausbildungsregiment 43, danach wurde er 1942 zu Land mit dem Jägerregiment 18 vor Leningrad eingesetzt. Es folgten eine Pilotenausbildung und die Beförderung zum Leutnant (1943). Er war an den Kampfhandlungen in Berlin beteiligt und geriet schließlich in amerikanische Kriegsgefangenschaft, aus der er Ende 1945 entlassen wurde.
In den Folgemonaten war Dohm kurzzeitig als Hilfsarbeiter im Bahnbau tätig, bis er an einem Journalistenkurs teilnahm und bei der Saarbrücker Zeitung als Redakteur angestellt wurde.

## Politik
Im August 1947 trat Dohm in die Sozialdemokratische Partei des Saarlandes (SPS) ein. Zwei Jahre später wurde er zum Bürgermeister seines Heimatortes Schiffweiler gewählt; das Amt hatte er bis 1956 inne.
Dem Landtag des Saarlandes gehört er in dessen zweiter Legislaturperiode (1952–1955) an. Eine direkte Wiederwahl scheiterte an den starken Verlusten der SPS, jedoch konnte er 1956 für Hermann Petri nachrücken. Nachdem sich seine Partei zuvor selbst aufgelöst hatte und er im Gegensatz zu den meisten seiner Parteigenossen nicht der SPD beigetreten war, saß er zunächst als partei- und fraktionsloser Abgeordneter im Landtag. Am 9. Januar 1957 wechselte er in die CDU-Fraktion. Er gehörte zuletzt den Ausschüssen für Wirtschaft und Verkehr, für Fragen der Wiedervereinigung und Grenzlandfragen, für Angelegenheiten der inneren Verwaltung und Kommunalpolitik, für Haushalts- und Finanzfragen sowie für Verfassungsfragen an. 1961 schied er aus dem Landtag aus.